# NGC 7454
NGC 7454 est une galaxie elliptique située dans la constellation de Pégase. Sa vitesse par rapport au fond diffus cosmologique est de 1 654 ± 26 km/s, ce qui correspond à une distance de Hubble de 24,4 ± 1,8 Mpc (∼79,6 millions d'al). NGC 7454 a été découverte par l'astronome germano-britannique William Herschel en 1784.
Selon la base de données NASA/IPAC, NGC 7454 forme une paire optique de galaxies avec la galaxie de Markarian Mrk 312 (PGC 70244) qui est à une distance de Hubble de 137,20 ± 9,61 Mpc (∼447 millions d'al).
À ce jour, 14 mesures non basées sur le décalage vers le rouge (redshift) donnent une distance de 22,293 ± 5,109 Mpc (∼72,7 millions d'al), ce qui est à l'intérieur des valeurs de la distance de Hubble.

## Groupe de NGC 7448
Selon A. M. Garcia, NGC 7454 est membre du groupe de NGC 7448. Ce groupe de galaxies renferme au moins 8 membres. Les autres galaxies du groupe sont NGC 7448, NGC 7464, NGC 7465, NGC 7468, et les trois galaxies du catalogue UGC 12313, 12321 et 12350.
Deux publications parues en 1991 et 1992 à propos du groupe de NGC 7448, rajoutent à ce dernier la galaxie spirale NGC 7463,. Sachant que NGC 7463 forme un système de galaxies en interaction gravitationnelle avec NGC 7464 et UGC 12313 (deux membres du groupe selon Garcia),, il est donc probable qu'elle en soit membre. De plus, dans un article publié en 1998, l'astronome arménien Abraham Mahtessian inclut également NGC 7463 dans le même groupe que NGC 7468. 
La distance de Hubble de NGC 7463 est égale à 29,19 ± 2,08 Mpc (∼95,2 millions d'al), alors que la moyenne des distances et de leur incertitude des huit sont égaux à 24,98 ± 2,79 Mpc (∼81,5 millions d'al). La distance de Hubble est donc tout juste à l'extérieur de la moyenne des huit autres galaxies et il est fort probable qu'elle fasse partie du groupe de NGC 7448.
Dans un article publié en 2006, Chandreyee Sengupta et Ramesh Balasubramanyam font aussi mention du groupe de NGC 7448 avec les mêmes galaxies que Garcia et NGC 7463 ne s'y trouve pas . Toutes les galaxies de ce groupe sont de faible émettrice de rayon X.